# Maydenoptila commista
Maydenoptila commista är en nattsländeart som beskrevs av Wells 1980. Maydenoptila commista ingår i släktet Maydenoptila och familjen smånattsländor. Inga underarter finns listade i Catalogue of Life.